# 기록 관리
기록관리(記錄管理)는 기록을 적법·적절하게 생산·관리하여 효율적으로 사용하고 불필요한 기록을 폐기하며 증거적 가치나 영구보존 가치가 있는 기록을 보존하여 쉽게 검색·활용할 수 있게 하는 일을 말한다.

## 같이 보기
- 기록 보관소